# Araurima (paroisse civile)
Pour les articles homonymes, voir Araurima.
Araurima est l'une des trois paroisses civiles de la municipalité de Jacura dans l'État de Falcón au Venezuela. Sa capitale est Araurima.

## Géographie

### Démographie
Hormis sa capitale Araurima, la paroisse civile abrite plusieurs localités, dont :
- Araurima
- Cogollal
- El Caimán
- El Pozón
- La Guacharaca
- Las Eneas
- Las Pulgas
- Ojo de Agua
- Riecito
- Santa Lucía